# یتیم یا حرامزاده
یتیم یا حرامزاده (به هندی: Laawaris) یا بی‌نام و نشان فیلمی محصول سال ۱۹۸۱ و به کارگردانی پراکاش مهرا است. در این فیلم بازیگرانی همچون آمیتاب باچان، زینت امان، امجد خان، راکهی گولزار، سورش اوبروی، بیندو، اوم پراکاش، رانجیت، خوشبو ساندار ایفای نقش کرده‌اند.